# فریدریش سکست فون آرمین
فریدریش برترام سکست فون آرمین (به انگلیسی: Friedrich Bertram Sixt von Armin) (زاده ۲۷ نوامبر ۱۸۵۱ - درگذشته ۳۰ سپتامبر ۱۹۳۶) ژنرال آلمانی بود که در جنگ فرانسه و پروس و جنگ جهانی اول شرکت داشت. در جنگ جهانی اول در بسیاری از نبردها در جبهه غربی از جمله نبردهای پاشندیل و لیز حضور داشت.

## اوایل زندگی
آرمین در وتسلار در استان راین پروس متولد شد. پس از ترک مدرسه در سال ۱۸۷۰، به عنوان دانشجوی دانشکده افسری به چهارمین هنگ بمب و نارنجک‌انداز پیوست و در جنگ فرانسه و پروس در نبرد گراولوت به شدت مجروح شد. به دنبال این اتفاق، به او نشان صلیب آهنین درجه دو اعطا شد و به درجه ستوان ارتقا یافت. او متعاقباً به عنوان آجودان هنگ خدمت کرد و همچنین سمت‌های دیگری نیز در ستاد هنگ بر عهده داشت. در سال ۱۹۰۰، آرمین به درجه اوبست (درجه سرهنگی در ارتش آلمان و پروس) ارتقاء یافت و فرماندهی پنجاه و پنجمین هنگ پیاده‌نظام را بر عهده گرفت. سال بعد به عنوان رئیس ستاد گاردکورپس منصوب شد. در سال ۱۹۰۳ او به درجه سرلشکری دست یافت و در سال ۱۹۰۶ به درجه سپهبدی رسید. پس از یک دوره خدمت در ستاد کل ارتش در سال ۱۹۰۸، آرمین به عنوان فرمانده لشکر سیزدهم ارتش که در مونستر مستقر بود؛ منصوب شد. در سال ۱۹۱۱، او به عنوان افسر فرمانده سپاه چهارم جانشین پل فون هیندنبورگ در ماگدبورگ شد. در سال ۱۹۱۳، آرمین به عنوان ارتشبدی ارتقا یافت.

### خانواده
او در ۱۱ ژوئن ۱۸۸۲ با کلارا پائولین آگوست فون فوگس هتز، دختر ژنرال پروسی جولیوس فون فوگس هتز، ازدواج کرد. پسر او هانس هاینریش نیز وارد ارتش شد و به عنوان سپهبد در سال ۱۹۴۲ اسیر جنگی شد و در سال ۱۹۵۲ در روسیه شوروی درگذشت.

## جنگ جهانی اول

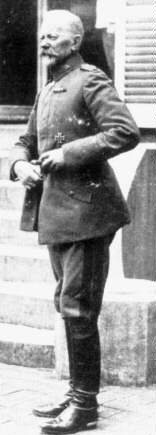

در آغاز جنگ جهانی اول، آرمین و سپاه چهارم بخشی از ارتش یکم در جبهه غربی بود، و در سنگرها که در آن سال‌ها به شکلی مدرن بازتعریف شده بود، می‌جنگیدند. او در سال ۱۹۱۶ به دلیل مدیریت چندین عملیات رزمی در جبهه غربی، به‌ویژه در آراس و سم، موفق به دریافت نشان پور لی میریت (در آلمانی: ورنیدستودن) شد. سال بعد به فرماندهی ارتش چهارم منصوب شد و همچنین به عنوان فرمانده کل در منطقه فلاندر خدمت کرد. در زمان فرماندهی وی، ارتش چهارم در برابر چندین حمله ارتش بریتانیا و فرانسه، به ویژه در سومین نبرد ایپرس، مقاومت کرد. آرمین به دلیل عملکردش به عنوان فرمانده، نشان عقاب سیاه و همچنین درجه خوشه برگ بلوط نشان پور لی میریت را دریافت نمود. آرمین همچنان فرماندهی ارتش چهارم را در جریان حمله بهاری آلمان در سال ۱۹۱۸ برعهده داشت. در ۲۵ آوریل، نیروهای او کملبرگ را تصرف کردند، اگرچه بعدها ارتش آلمان مجبور به عقب‌نشینی به خط دفاعی آنتورپ - ماس شد. با امضای آتش‌بس در تاریخ ۱۱ نوامبر، آرمین فرماندهی گروه A ارتش را بر عهده گرفت و همراه با آن گروه به آلمان بازگشت و پس از انحلال ارتش تحت فرمانش، استعفا داد.

## زندگی پس از بازنشستگی
پس از جنگ، آرمین در ماگدبورگ، ایالت زاکسن (در آن زمان: استان ساکسونی) زندگی می‌کرد. او در آن‌جا یک سخنران محبوب بود و پی‌درپی در رویدادهای عمومی ظاهر می‌شد. وی هنگامی که در سال ۱۹۳۶ درگذشت، با افتخارات کامل نظامی به خاک سپرده شد.